# The Way We Walk, Volume Two: The Longs
The Way We Walk, Volume Two: The Longs peti je koncertni album britanskog sastava Genesis. Album je sniman tijekom promotivne turnere albuma We Can't Dance (1992.) 

## Popis pjesama
1. "Old Medley" – 19:32

"Dance on a Volcano"
"The Lamb Lies Down on Broadway"
"The Musical Box"
"Firth of Fifth"
"I Know What I Like (In Your Wardrobe)"
1. "Driving The Last Spike" – 10:18
2. "Domino" – 11:21

Prvi dio – In the Glow of the Night
Drugi dio – The Last Domino
1. "Fading Lights" – 10:55
2. "Home by the Sea/Second Home by the Sea" – 12:14
3. "Drum Duet" – 6:06

## Izvođači
- Phil Collins - vokal, bubnjevi, udaraljke
- Tony Banks - klavijature, vokal, prateći vokal
- Mike Rutherford - gitara, bas-gitara, prateći vokal